# Anaemosia albida
Anaemosia albida är en fjärilsart som beskrevs av George Francis Hampson 1918. Anaemosia albida ingår i släktet Anaemosia och familjen björnspinnare. Inga underarter finns listade i Catalogue of Life.